# Mance Post

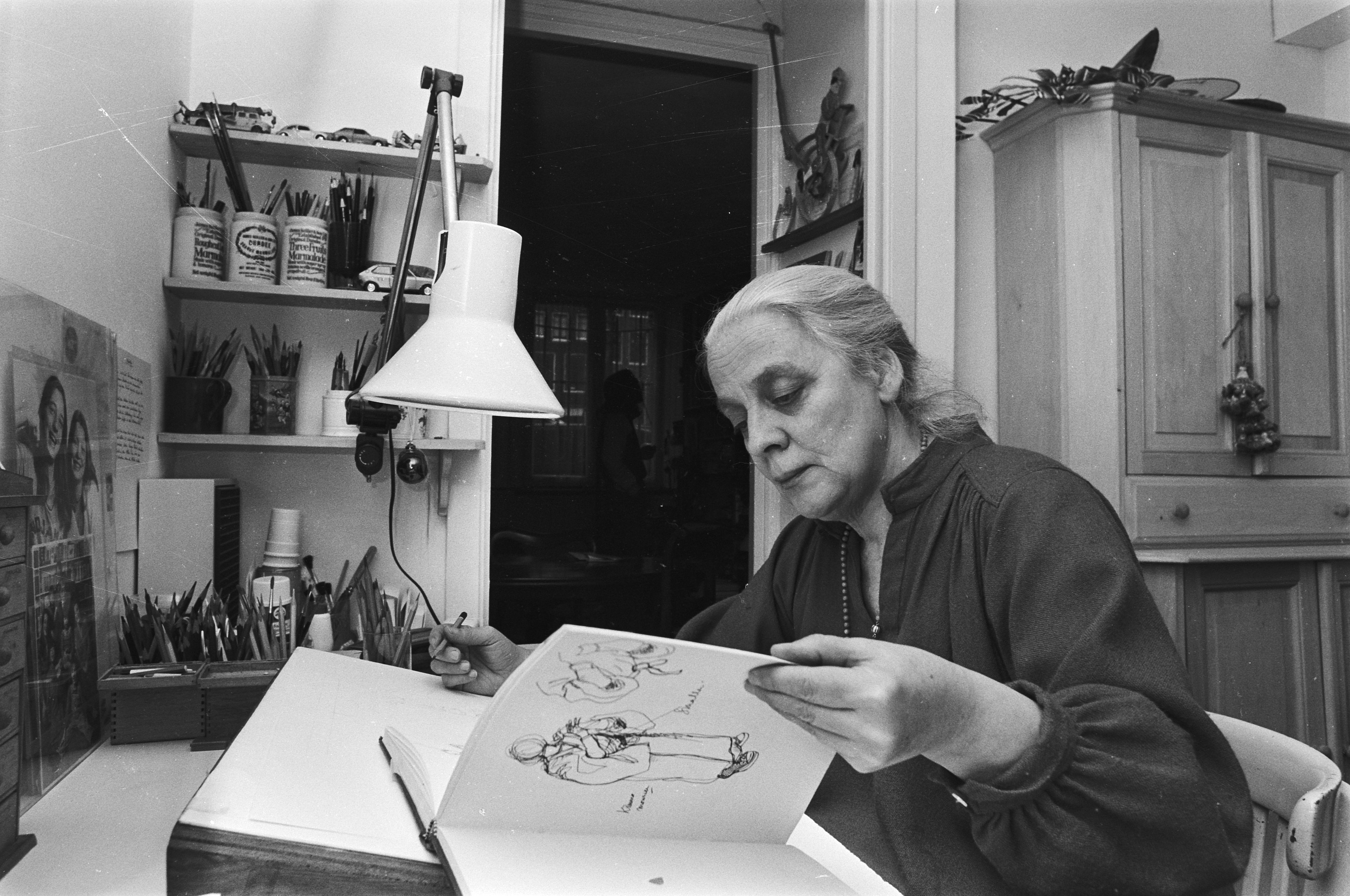
Mance Post, 1980

Hermance Berendina (Mance) Post (* 11. Januar 1925 in Amsterdam; † 2. Dezember 2013 ebenda) war eine niederländische Künstlerin, die mehr als hundert Kinderbücher bebilderte und zu einer bedeutenden Illustratorin der Kinderliteratur der Nachkriegszeit wurde.

## Leben und Werk
Mance Post war die Tochter des Anstreichers und Malers Helmer Berend Post (1882–1939) und von Wilhelmina Frederika de Heer (1892–1982). Sie wuchs mit drei älteren Schwestern und einem jüngeren Bruder im Stadtteil Staatsliedenbuurt in Amsterdam-West in einer musisch und kulturell interessierten Familie auf. Ihr Vater zeichnete und spielte Geige und für die Kinder lagen stets Kinderbücher und Zeichenpapier bereit. Da Mance an Asthma litt, verbrachte sie in ihrer Kindheit viel Zeit allein mit diesen häuslichen Beschäftigungen. 1932 zog die Familie nach Haarlemmermeer, wo Post bis 1950 lebte.
Mance Post besuchte das Amsterdamer Montessori-Lyzeum und lernte das Zeichnen von dem Illustrator Piet Klaasse (1918–2001), der dort eine kurze Zeit als Kunstlehrer tätig war. 1943 machte sie ihren Abschluss. Während des Krieges vertrat sie Klaasse im Kunstunterricht, der für die Vrij Nederland schrieb und untertauchen musste. In der Zeit der Besetzung betätigte sie sich als Kurierin für den Widerstand und wurde 1944 gemeinsam mit ihrer langjährigen Freundin Annelies Romein mehrere Wochen im Gefängnis am Amstelveenseweg festgehalten und verhört.

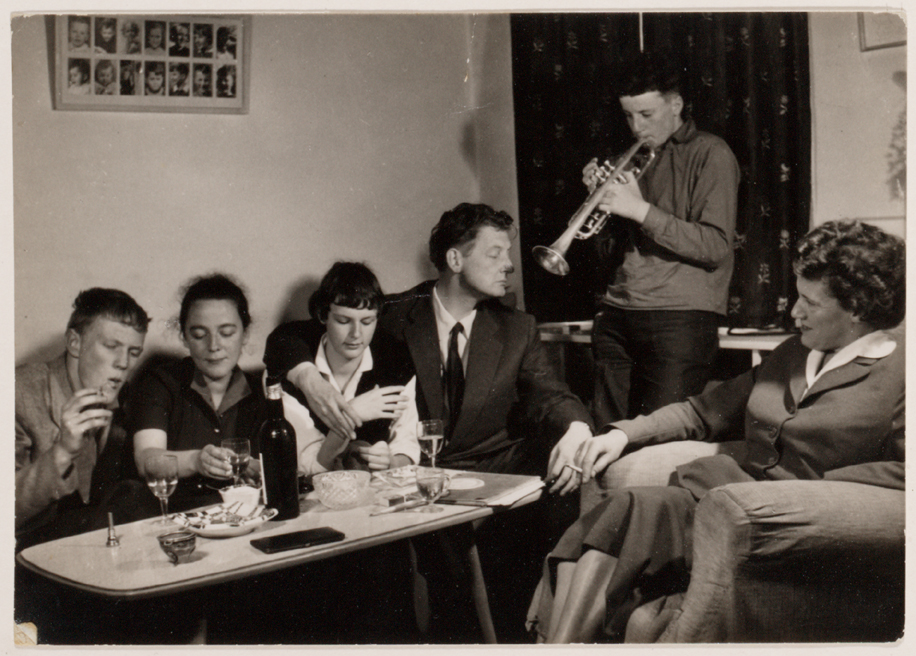
Mance Post (2. von links) mit der Familie von Simon Carmiggelt, um 1955

Nach Kriegsende unterrichtete sie weiter als Klassenlehrerin am Montessori-Lyzeum. In den folgenden Jahren hatte sie nur wenig Zeit zum Zeichnen. Als sie 1955 aus gesundheitlichen Gründen ihren Beruf aufgab, lebte sie eine Zeit lang bei der Familie Carmiggelt und Simon Carmiggelt, dessen Tochter sie in der Schule unterrichtet hatte, stellte sie beim Verlag De Arbeiderspers vor. 1955 erhielt sie ihren ersten Auftrag zur Illustration der Gedichtsammlung für Kinder Het schoentje van Roosmarijn von Han G. Hoekstra, das sie mit grafischen Arbeiten und Scherenschnittbildern ausstattete. In den 1950er und 1960er Jahren fertigte sie unter anderem Illustrationen für die Kinderzeitschrift Kris Kras.

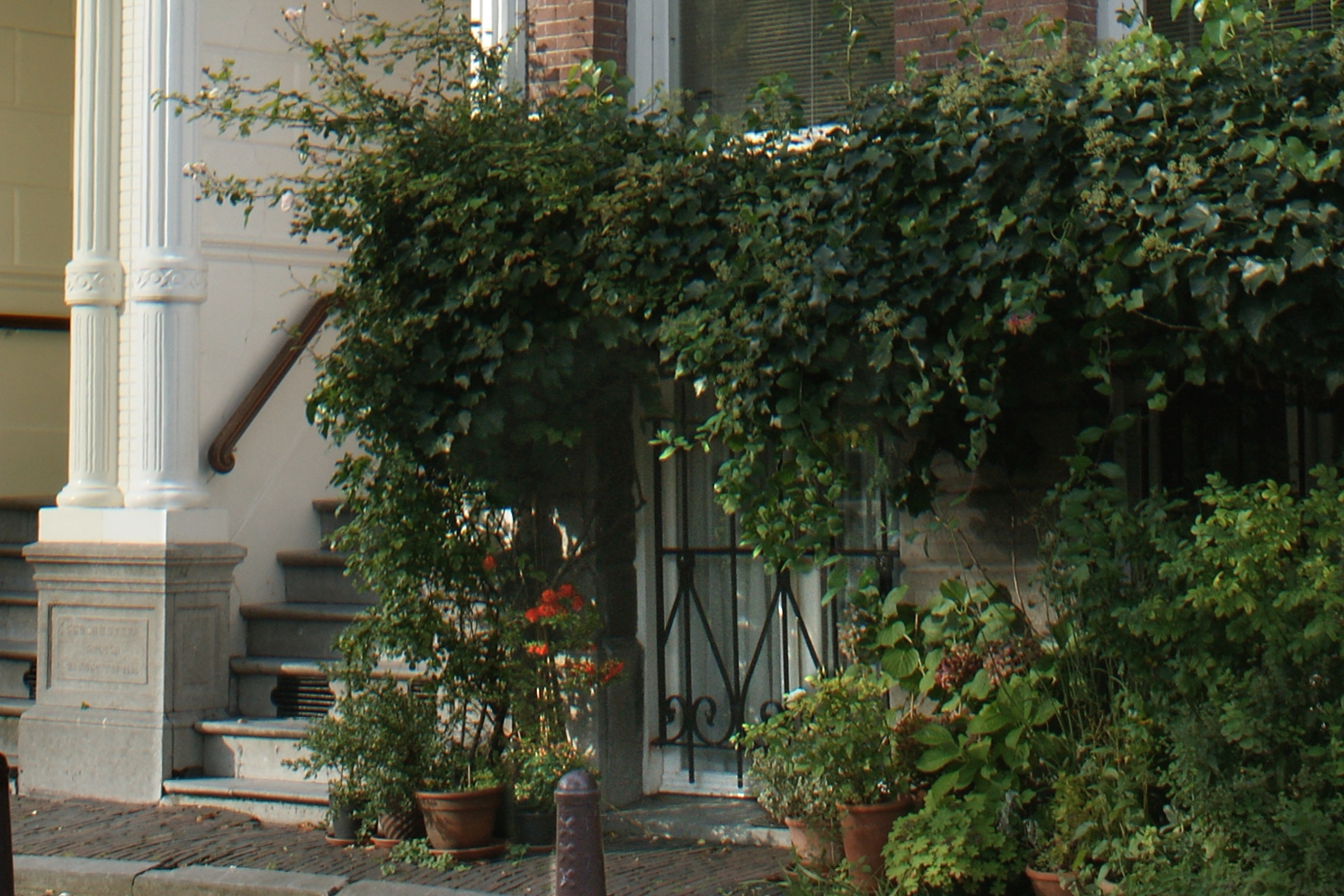
Eingang zur Souterrainwohnung von Mance Post, Prinsengracht 1019

Nachdem sie jahrelang in Amsterdamer Pensionen zur Untermiete gewohnt hatte, lebte sie von 1962 bis zu ihrem Tod in einer kleinen Souterrainwohnung in der Prinsengracht 1019 A. Sie ging nie durch das allgemeine Treppenhaus, sondern benutzte als Eingang eines ihrer Fenster, das zur Straße hin lag. Neben den Fenstern stellte sie große Pflanzen am Gehweg auf, so dass es aussah, als hätte sie einen Vorgarten. Einer ihrer Nachbarn war Simon Carmiggelt mit seiner Familie. Seine Enkelkinder und weitere Nachbarkinder zeichnete sie für ihre Illustrationen.
Bekannt wurde Mance Post erst in den 1970er Jahren mit ihren Zeichnungen für die Madelief-Bücher von Guus Kuijer und die Waaidorp-Reihe von Annie M. G. Schmidt. In den folgenden Jahren bebilderte sie eine Vielzahl von Kinderbüchern bekannter niederländischer Autoren. In späteren Jahren konnte sie wegen ihres sich verschlechternden Sehvermögens kaum noch lesen und zeichnen. Die Illustrationen für Tellegens De eenzaamheid van de egel (Die Einsamkeit des Igels) 2006 und De almacht van de boktor (Die Allmacht des Bockkäfers) 2007 waren ihre letzten Werke.
Mance Post war Mitglied der Soroptimisten. Sie vermachte ihren künstlerischen Nachlass mit Originalzeichnungen und -linolschnitten dem Literatuurmuseum in Den Haag. Sie starb 2013 und wurde im Familiengrab auf dem am Westufer der Amstel gelegenen Friedhof Zorgvlied am Amsteldijk 273 in Amsterdam-Zuid beigesetzt.

## Werk
Der wirkliche Durchbruch gelang Mance Post erst in den 1970er Jahren mit ihren weichen Bleistiftzeichnungen für die Madelief-Bücher von Guus Kuijer und die Waaidorp-Reihe von Annie M. G. Schmidt. 1979 erschien Ik woonde in een leunstoel (Ich wohnte in einem Lehnstuhl), ein autobiografisches Bilderbuch, in das Post ihre Kindheitserinnerungen einfließen ließ.

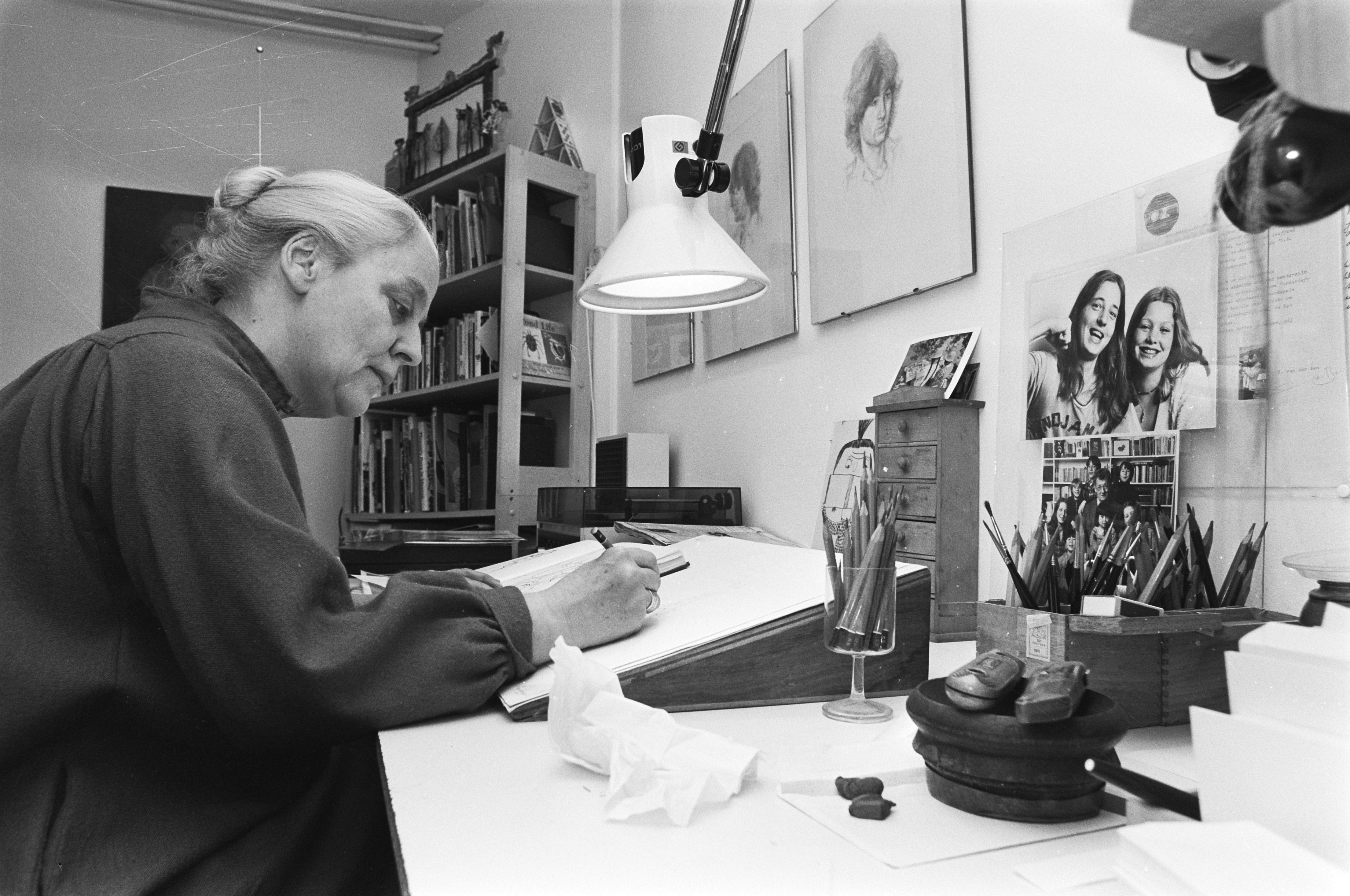
Mance Post bei der Arbeit

Zu Beginn ihrer Laufbahn fertigte sie Schwarzweiß-Illustrationen, die wie Scherenschnitte aussahen. Später zeichnete sie mit Bleistift oder Kugelschreiber, teils mit Buntstift, in sanften Pastelltönen. Mance Posts Illustrationen zeigen eine gemütliche, meist freundliche Welt. „Ihre llustrationen sind lebensnah, nie glatt oder platt realistisch, und haben immer etwas Skizzenhaftes“. Für ihre Bleistiftzeichnungen wählte sie oft runde Formen. Sie malte nach realen Vorbildern, porträtierte die Nachbarskinder oder benutzte kleine Modelle, wie ein Puppenhaus oder Stofftiere. Kinder stehen in fast allen Illustrationen im Mittelpunkt. Ihre Zeichnungen „zeigen ‚echte‘ Kinder mit unordentlichen Haarschnitten, laufender Nase und schief geknöpften Jacken“. „So gut Post Menschen und Tiere charakterisieren konnte, so große Schwierigkeiten hatte sie beim Zeichnen technischer Objekte wie Rasenmäher, Autos und Züge“.
Mit zwei Linolschnitten für Toon Tellegens Geschichte Ik ga op reis, zei de eekhoorn („Ich mache eine Reise“, sagte das Eichhörnchen) 1985 änderte Mance Post ihren Stil radikal zu abstrakteren Form mit klaren, starken Linien. In Folge illustrierte sie knapp dreißig Jahre lang viele Bücher von Toon Tellegen. Daneben schuf sie auch Zeichnungen für andere Autoren, wie etwa Ienne Biemans und Hans Hagen.

## Auszeichnungen und Ausstellungen

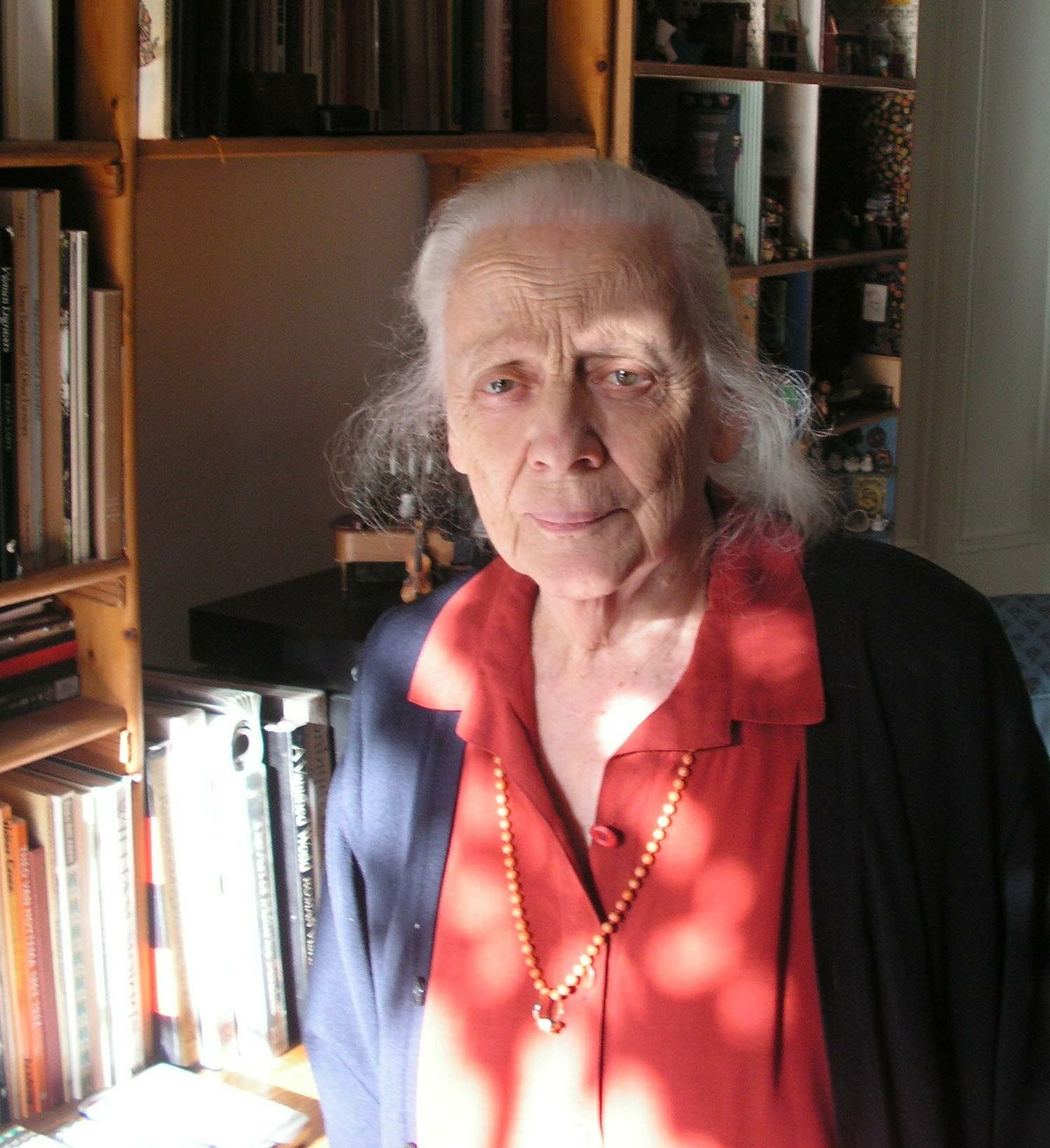
Mance Post, 2007

- 1980: Vlag en Wimpel für Ik woonde in een leunstoel (Ich wohnte in einem Lehnstuhl)[7]
- 1982: Deutscher Jugendliteraturpreis, zusammen mit Guus Kuijer für das Kinderbuch Erzähl mir von Oma[1]
- 1984: Vlag en Wimpel für Het geheim van Toet-Mu-Is III von Mansfield Kirby[7]
- 1997 widmete das Literatuurmuseum in Den Haag ihrem Werk eine Retrospektivausstellung unter dem Titel „Mance Post. Illustrationen“. Es war das erste Mal in der Geschichte dieses Museums, dass ein Illustrator Gegenstand einer Ausstellung war.
- 2000: BoekieBoekie-Preis einer Zeitschrift für Kinder über Kunst und Literatur, für ihr Gesamtwerk, insbesondere aber für ihre Illustrationen zum Werk von Toon Tellegen
- 2006: Zilveren Penseel (Silberner Pinsel) für Middenin de nacht, eine Sammlung von Geschichten von Toon Tellegen
- 2006 „De Penselen“, Ausstellung im Centraal Museum Utrecht[8] mit Werken der sechs preisgekrönten Illustratoren des Preises Zilveren Penseel
- 2007: Max Velthuijs-Preis[1]
- 2010 zeigte das Natuurhistorisch Museum Rotterdam eine Auswahl ihrer Tierillustrationen.[9]
- 2020: Illustrationen zu Annie M. G. Schmidts Büchern in einer Online-Ausstellung des Niederländischen Literaturmuseums[10]
- 2022 erschien von Truska Bast das Buch Het souterrain van Mance Post über ihr Leben.